# Tosca D’Aquino
Tosca D’Aquino (ur. 10 czerwca 1966 w Neapolu) – włoska aktorka.

## Wybrana filmografia
- 2001 – Kobiety w mafii jako Teresa
- 2002 – Ojciec Giovanni – Jan XXIII jako matka Angela
- 2003 – Zakochane święta jako Angela